# Янош Вітез
Янош Вітез (угор. Vitéz János; близько 1408–1471) — угорський архієпископ хорватського походження, канцлер Угорського королівства, вихователь Матяша Гуняді.

## Біографія

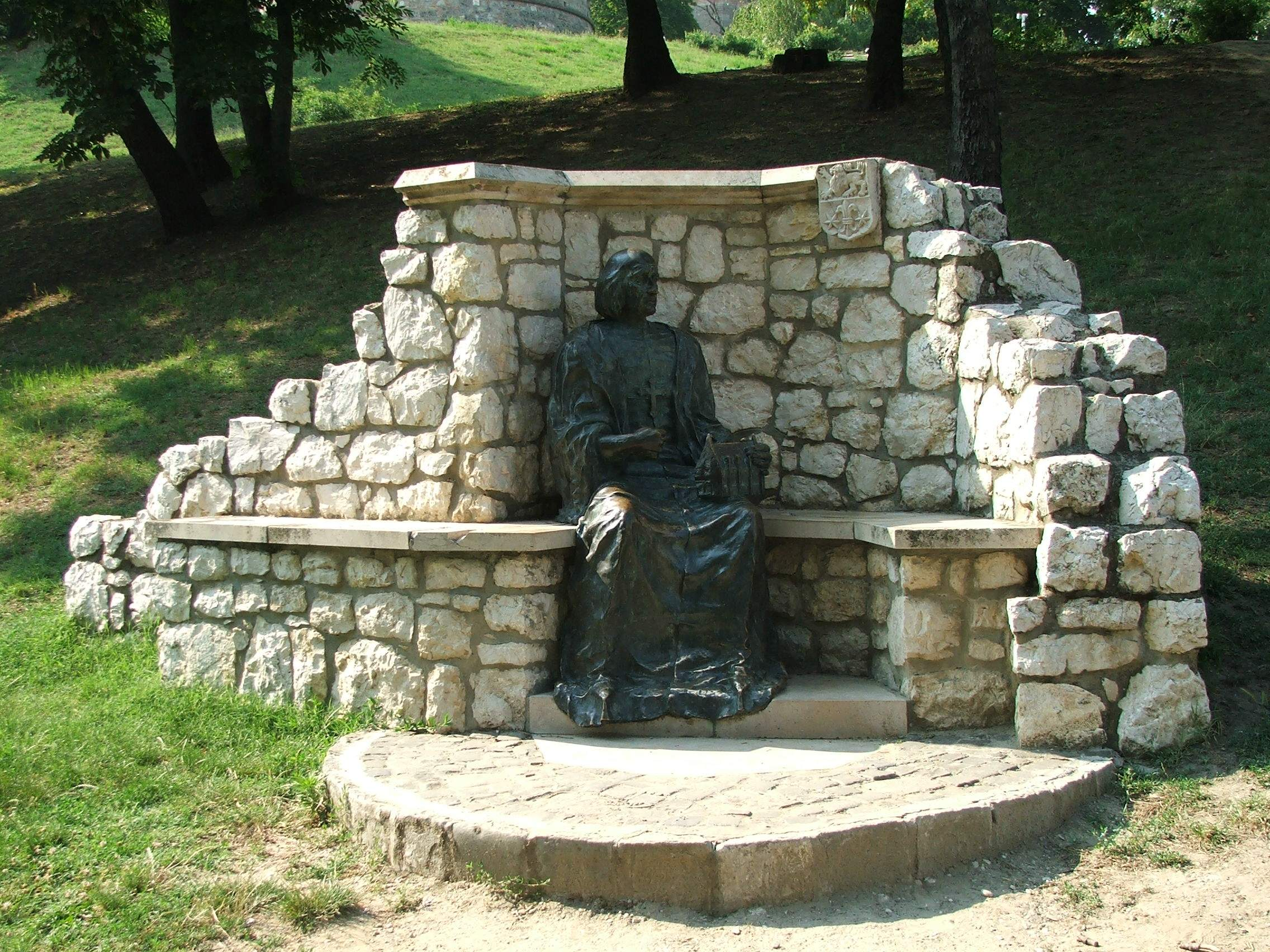
Пам'ятник Яношу Вітезу в Естергомі

Навчався в Падуанському університеті. Після повернення до Угорщини, цей син дрібномаєтного хорватського дворянина зробив запаморочливу кар'єру: від загребського каноніка до варадського єпископа, а потім естергомського архієпископа-примаса та канцлера Угорського королівства. Він служив Сигізмунду та обом Гуняді: правителю Угорщини Яношу і його синові — королю Матвієві Корвіну, до якого був запрошений вихователем.
У канцелярії Сигізмунда Янош Вітез запізнався з майбутнім Папою Римським Енеєм Сільвіо Пікколоміні, що також там працював. Під час перебування на посаді варадського єпископа, Янош Вітез зібрав навколо себе літературний гурток за зразком гуманістичної академії, до якого увійшов і П'єтро Паоло Верджеріо. Одним з перших в Угорщині він став колекціонувати давні кодекси, зібравши солідну бібліотеку, частина якої пізніше поповнила знамениту бібліотеку Матьяша. Основу його колекції склали праці античних авторів. Проте античні автори були для Яноша Вітеза радше новим ідеалом літературного стилю й чистоти латинської мови, інструмент відточування власного пера, ніж джерелом нового світогляду.
На посаді канцлера він, слідом за Верджеріо, впроваджував нову латинську культуру в королівській канцелярії. Саме в цій сфері він увічнив себе в історії угорської культури, залишивши багату епістолярну спадщину. Його листи служили взірцем для початківців дипломатів та адміністраторів. Вони був зібрані 1451 року, а пізніше, на початку XVI століття, видані майже як підручники.
Янош Вітез надавав також підтримку молоді в отриманні освіти. Чимало його стипендіатів навчалися в італійських університетах. У своєму ж королівстві, в Пожоні (сучасна Братислава), він заснував Ісполітанську академію — перший вищий навчальний заклад, організований за типом Болонського університету. Проте академія ненадовго пережила свого засновника.
Під час відвідування двору Яноша Гуняді познайомився восени 1449 року, потім підтримував зв'язки з лікарем, вченим Мартином Русином-Королем.